# 11492 Shimose
11492 Shimose eller 1988 VR3 är en asteroid i huvudbältet som upptäcktes den 13 november 1988 av de båda japanska astronomerna Kazuro Watanabe och Kin Endate vid Kitami-observatoriet. Den är uppkallad efter Nobuo Shimose.
Asteroiden har en diameter på ungefär 4 kilometer och den tillhör asteroidgruppen Nysa.